# 畴阳河

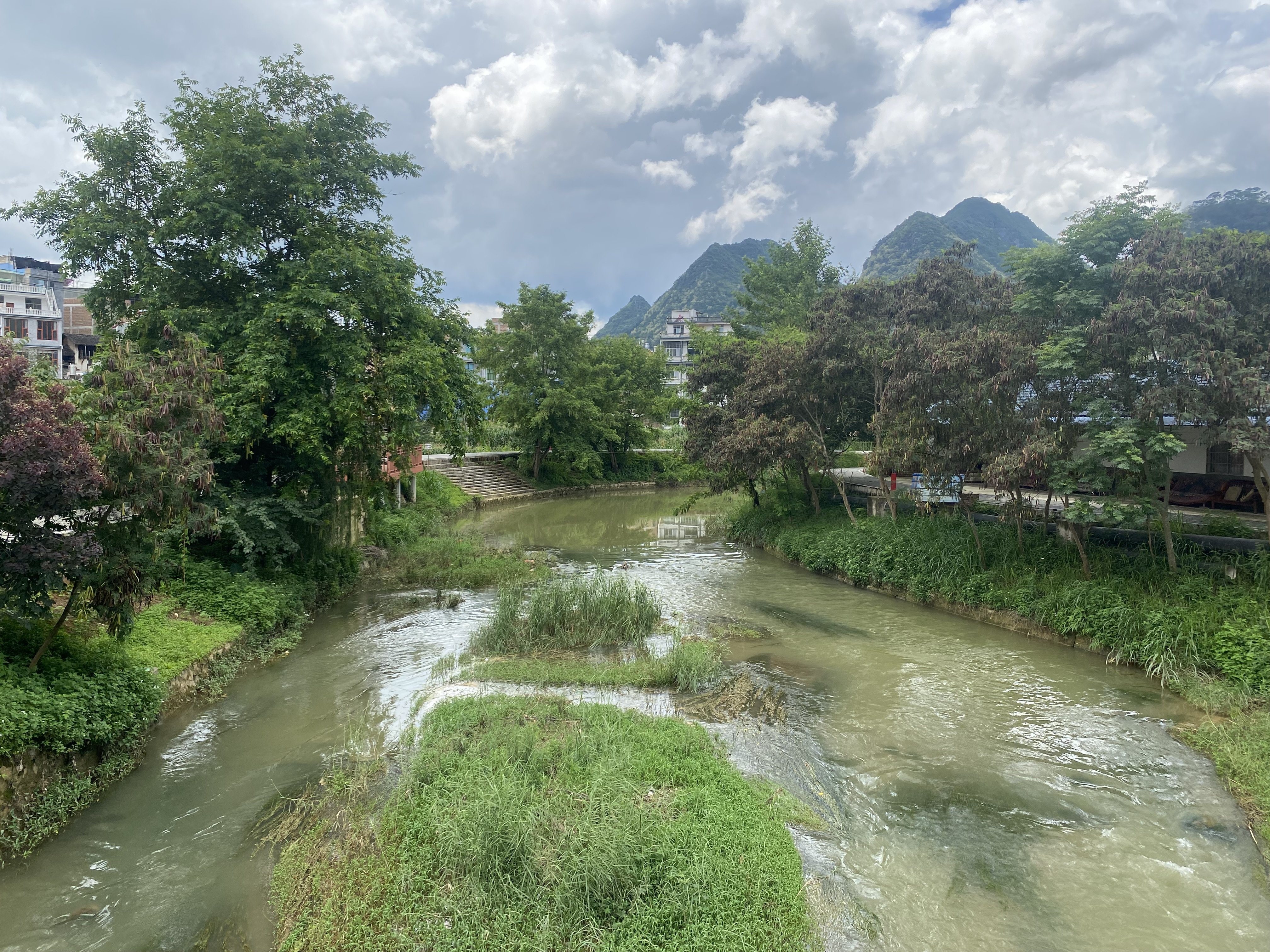
畴阳河西畴县兴街镇城区保兴桥段

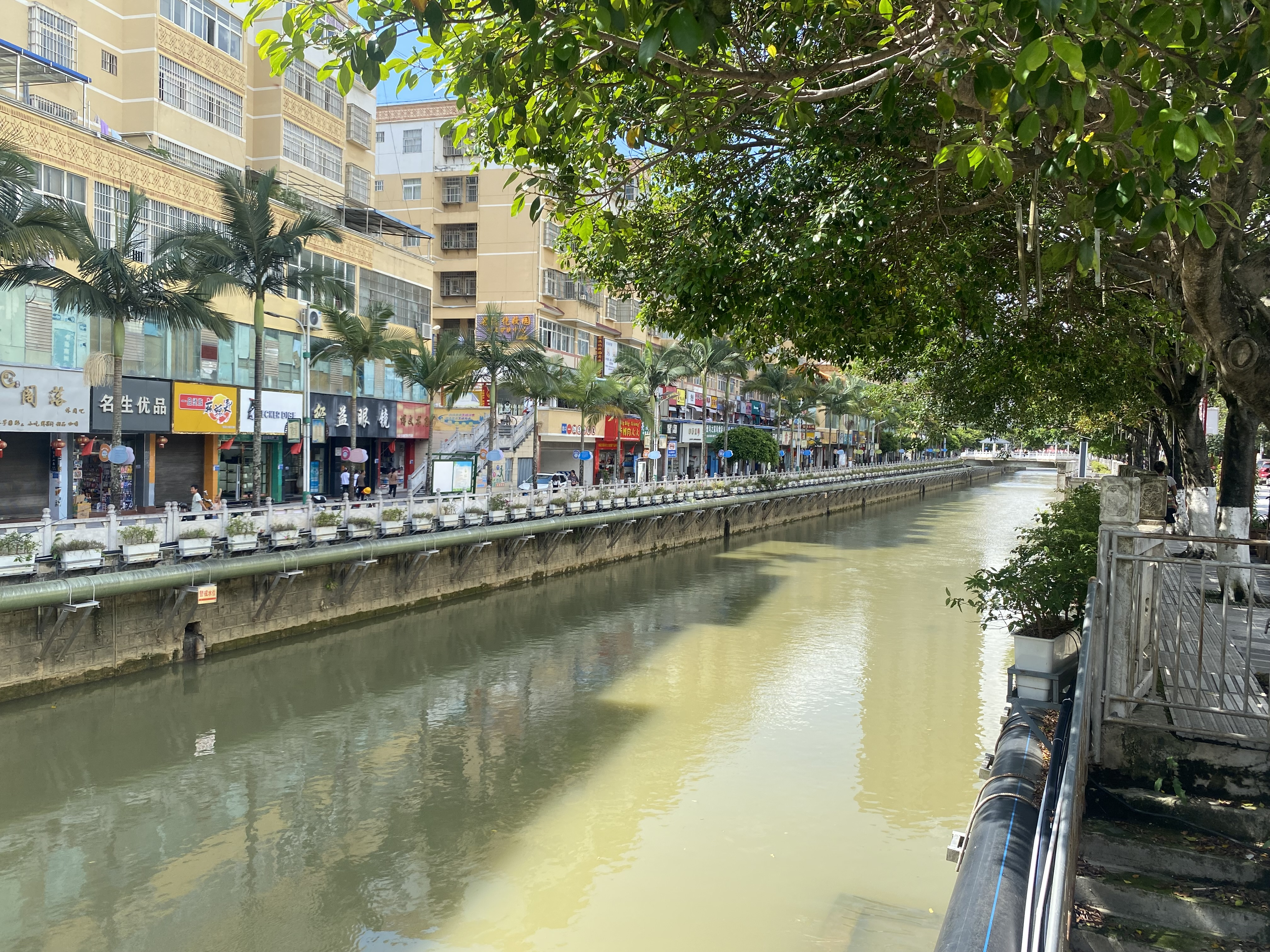
畴阳河麻栗坡县城段

畴阳河，位于中国云南省文山壮族苗族自治州东南部，是盘龙江左岸支流，发源于西畴县兴街镇龙坪村委会狭沟寨，蜿蜒向西北流至革机中寨转南流，经清河村、戈木村，至兴街村转东南流，经老街村、安乐村等地，过安乐村委会漂漂大寨后进入麻栗坡县，继续东南流经麻栗镇盘龙村、县城城区，出县城后进入中山峡谷，经茅草坪村委会大岩阡，至天保镇小寨村委会下糊田东南汇入盘龙河马鹿塘水电站库区。河长61.3，落差1069米，流域面积720.8平方千米。年均径流量3.50亿立方米。流域地处岩溶石山区，峰丛地貌起伏。